# トヨタ・プリウス ZVW30
3代目プリウス（PRIUS、ZVW30型）は、トヨタ自動車が2009年（平成21年）5月から2015年（平成27年）12月まで生産・販売していた5ドアファストバック（5ドアハッチバックセダン）型ハイブリッド乗用車である。フォルクスワーゲン・ゴルフ等と同じCセグメントに属する。
また、2012年（平成24年）1月から2016年（平成28年）5月まで、同車をベースとしたプラグインハイブリッドカーのプリウスPHV（PRIUS PHV）も生産・販売されており、こちらの型式はZVW35型となる。ここでは便宜上ZVW35型プリウスPHVについても記す。

## 概要
当代は1997年（平成9年）に発売されたハイブリッド専用車、トヨタ・プリウスの3代目モデルである。2009年（平成21年）1月に開催された北米国際オートショー（NAIAS）において発表され、同年5月18日に日本において販売が開始された。日本以外では、同年5月下旬に北米市場で発売されたほか、2代目モデルの約2倍となる約80か国での販売が行われた。
生産は当初、愛知県豊田市のトヨタ自動車堤工場および同県刈谷市のトヨタ車体富士松工場の2工場のみにおいて行われた。その後、タイでは日本から輸入すると関税が高くかかり、価格が3倍ほどになってしまうため、2010年（平成22年）11月29日からは同国チャチューンサオ県のトヨタ・モーター・タイランド ゲートウェイ工場での現地生産が開始された。また、2005年（平成17年）から2009年（平成21年）までにかけてプリウスの2代目モデルを生産していた中国においては、2011年（平成23年）9月に中国政府より製造認可を得て、同年12月19日に吉林省の第一汽車（一汽トヨタ自動車）長春工場において3代目プリウスの生産が開始された。
2011年（平成23年）12月にはマイナーチェンジが行われ、内外装デザインの変更やボディ剛性・静粛性能の向上が行われた。また、2012年（平成24年）10月にはプリウスが、11月にはプリウスPHVが一部改良され、装備内容の向上などがなされた。
2009年（平成21年）12月からは、ZVW30型プリウスをベースとしたプラグインハイブリッドカー、「プリウスプラグインハイブリッド（PHV)」が官公庁をはじめ、『EV・PHVタウン』選定自治体や電力会社などの特定利用者に向けたリースが開始され 。2012年（平成24年）1月30日に、それまでの略称であった「プリウスPHV」を正式名称に変更し、一般ユーザー向けに販売が開始された。日本仕様での名称は「プリウスPHV」であるが、日本国外での名称は「プリウスプラグイン」（Prius Plug-in）となる、但し、フランスにおいては「プリウス リシャージャブル」（Prius Rechargeable）に変更されている。一般市販モデルのPHVはマイナーチェンジ後の標準車をベースとする。

## メカニズム
3代目モデルのハイブリッドシステムには、全体の9割以上を新開発した「リダクション機構付THS-II」が採用された。エンジンは高速域での燃費向上のために1.5 Lの1NZ系から新世代のZR系1.8 Lの2ZR-FXE型に変更され、モーターも3JM型に変更された。トヨタ車では初となるクーラント用の電動ウォーターポンプのベルトを廃止することでフリクションロスを低減した。大容量水冷EGRクーラーを搭載して燃費を向上させるとともに、3代目レクサス・RX450hに先行搭載された「排気熱再循環システム」を採用、これにより排気熱をヒーターやエンジンの暖気に利用することで寒冷期の燃費を低減させている。トランスアクスル・パワーコントロールユニット・ハイブリッドバッテリーが小型軽量化されたことにより、世界トップクラスの省燃費（「L」の10・15モード燃費で38.0 km/L）と2.4 Lガソリンエンジン車並みのパワーを実現した。また、新開発の軽量化と薄型化を図った座席を採用している。リアブレーキは当代よりディスクブレーキとなった。

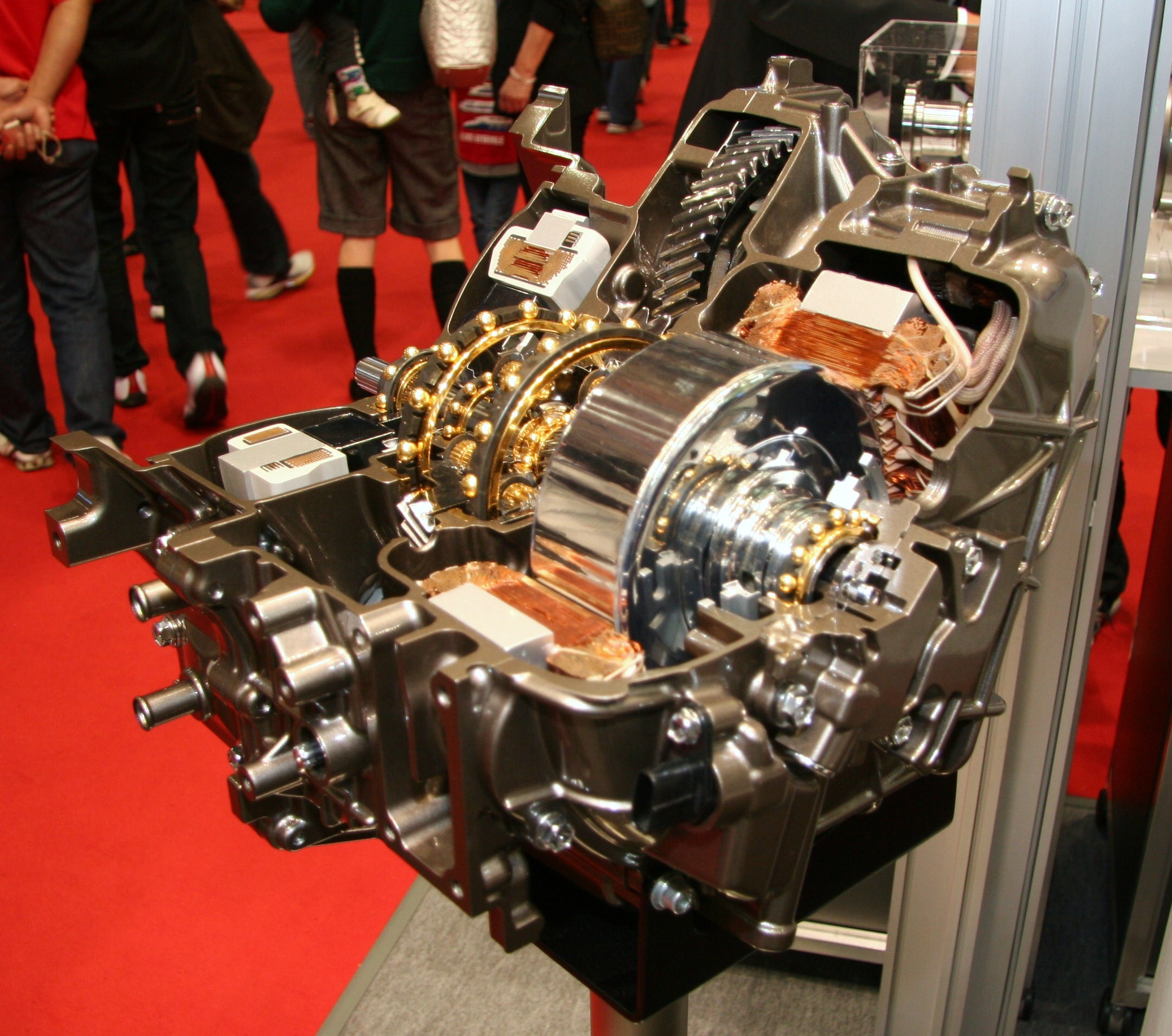
CVT カットモデル

バッテリーには当初予想されていたリチウムイオン二次電池ではなく、海上輸送などを含む安全性やコスト面の観点から改良型のニッケル水素電池が採用されたが、技術蓄積と専用部品の整理によりコストを削減し、同時期に発売された2代目ホンダ・インサイトの低価格路線に対抗するため、先代型（「EX」への一本化前）と比べて戦略的に安価な価格設定となった（最低価格205万円、Lグレード）。
先代より採用された「電動インバーターエアコン」、「インテリジェントパーキングアシスト」、「S-VSC」に加え、ステアリングスイッチの触れた場所をセンターメーターに表示する「タッチトレーサーディスプレイ」 を世界で初めて搭載した。
2011年12月のマイナーチェンジでは開口部のスポット溶接増し（マイナーチェンジ前モデル比+20点）と床下補強材（フロアブレース）の構造変更が行われ、ボディ剛性を高め、併せてサスペンションの設定変更を行い走行性能と乗り心地が向上した。さらに吸音・遮音材を最適配置することによって静粛性能も向上している。
2012年11月に一部改良が行われ、Lグレードを除く全車に、フロントコンソールトレイ内とラゲージスペースにある、AC100V電源を1500Wまで使用可能とするアクセサリーコンセントをオプション設定をした。

## PHV（プラグイン・ハイブリッド）

### リース仕様
リース仕様のPHVには、標準車にも採用される「リダクション機構付THS-II」に高効率外部充電機構を追加し、駆動用電池にトヨタ製ハイブリッド車としては初採用の「リチウムイオン電池（パナソニック製）」を組み合わせた「リダクション機構付THS-II Plug-in」を採用。これにより、57.0km/L（プラグインハイブリッド燃費）の燃費性能を実現すると共に、最高速度100km/h、最大航続距離23.4kmまでならモーターのみでの走行（EV走行）が可能となっている。また、電池の残量低下に伴うEV走行が不可能となった場合でも、従来のハイブリッド車と同様の走行が可能である。

### 市販仕様
2012年1月市販仕様のPHVでは、新開発の三洋電機製リチウムイオン電池（三元系）が採用され、小型軽量化と回生充電量の向上、ハイブリッドシステムの効率改善や新開発の低燃費タイヤ（ブリヂストン・ECOPIA EP150）の採用により、満充電状態でのEV走行可能距離が3km向上して26.4kmとなり、またプラグインハイブリッド燃費も4.0km/L向上して61.0km/Lとなった。なお、プラグ差込口は右側フロントフェンダー付近からリヤフェンダー付近（フューエルリッドの反対側）に移動している。またリース仕様車では、充電された電力を使い切った後にハイブリッド（HV）走行が可能であったが、市販車ではドライバーが自由にボタンでEV走行とHV走行を選択できるように改良された。システム最高出力はハイブリッド（HV）と同じ100kW（136PS）。
2012年11月1日に行われた一部改良では、震災後の需要を受け、それまで搭載されていなかった100V・1500WのAC電源もオプションで選択できるようになり、さらに「ヴィークルパワーコネクター」で、家庭への電源供給も可能となった。
PHVのみのサービスとして、スマートフォンから充電管理やエアコン操作（冷房時のみ）、充電ステーションの検索や燃費表示などができるアプリ「eConnect for PHV」と、独自のSNS機能や質問応答機能、車を擬人化して現在の電池状況等の情報をユーザーへ伝える機能などを搭載したアプリ「TOYOTA friend」が、iOS・Android向けに無料で提供されている。
2013年9月30日に行われた一部改良では、従来のスポット溶接よりも溶接打点間のピッチを細かくすることができる工法「レーザースクリューウェルディング」などの採用によりボディ剛性を高めたことで振動や騒音の低減、優れた乗り心地や操舵安定性を実現した。外装ではセンターオーナメント付アルミホイールを新デザインに変更し、アウトサイドドアハンドルにクローム調加飾を施すことで先進イメージをさらに強調。さらに、「S」・「G」はクローム調加飾をサイドガーニッシュにも施したほか、リアエンブレムにLEDイルミネーションを追加。内装では、助手席インストルメントパネルアッパー部や助手席前アッパーボックス部、フロントカップホルダー部にソフトパッド表皮を採用するほか、センタークラスターやドアスイッチベースに木目調加飾、エアコン吹き出し口に加飾を施し上質感を追求した。また、全グレードで車両本体価格が見直され、「L」・「S」・「G」は20万円、「G レザーパッケージ」は20.2万円値下げされた。
2014年8月1日に行われた一部改良では、「L」を除く全グレードで、ボディカラーの「ホワイトパールクリスタルシャイン（オプションカラー）」または「アティチュードブラックマイカ」設定時に設定できるオプションとして、ヘッドランプエクステンション、ドアミラー、アウトサイドドアハンドル、充電リッド、ガーニッシュ（フロント・サイド・リヤにゴールド加飾を施し、クローム調アルミホイールを採用した「エクステリア加飾"スパークリングゴールド"」を新設定した。
2015年6月29日に行われた一部改良では、「G」においてシート表皮を合成皮革に変更し、LEDヘッドランプ（ロービーム・オートレベリング/ポップアップ式ヘッドランプクリーナー付）を新たに標準装備。また、グレード体系の見直しにより、ビジネス向けグレードの「L」と最上位グレードの「G レザーパッケージ」が廃止されて「S」と「G」の2グレードに集約。2013年9月以来となる車両本体価格の見直しにより、「S」は14.04万円、「G」は8.1万円値下げした。
2016年12月、販売を終了。ホームページへの掲載も終了した。

### 充電
EV・PHVで必要となる家庭充電設備の工事は、基本的にはトヨタグループのトヨタホームもしくはトヨタホームと資本・技術提携しているミサワホームが担当しており、トヨタの販売店がトヨタホーム店もしくはミサワホームイング店に紹介する形式を取る。充電設備は専用コンセント＋手元スイッチの他にトヨタホームオリジナルの充電器もラインナップされている。
さらに、リース仕様車での実証実験中、家庭での充電時に電力会社との契約アンペアを超えるケースが相次いだことから、それを解決する手段として、市販仕様車の登場に合わせ、トヨタホームからEV・PHV用充電管理システム「H2V Manager」が販売開始された（製造元はトヨタメディアサービス）。無線LANブロードバンドルーターに相当するゲートウェイ（バッファロー社製OEM）と、それに無線接続し充電制御や電力量の監視を行うコントローラー、操作を行うアプリ（またはブラウザ）から構成され、「eConnect for PHV」アプリとの連携もできるよう考慮されている。
また、一部のトヨタディーラーに設置された充電器「G-Station」で、1回1時間（200V普通充電、0から満充電の7割弱）の無料充電が行えるサービスも実施しており、設置場所や稼働時間の検索には前述の「eConnect for PHV」が対応、利用には会員専用の「PHV Drive Support メンバーズカード」（非接触型ICカード、FeliCa）を使用する。

### トヨタスマートセンター
トヨタでは将来的なスマートグリッドの実現へ向けて、「トヨタスマートセンター」を稼働させており、プリウスPHVでもその一部が実現している。ユーザーが運転を終えた際に、運転席上部に設置されている通信ユニット（CAN-BT）から、登録されたスマートフォンへBluetoothで自動的に通信、スマートフォン経由で走行距離や充電状況がセンターへ送信（オプションのDCM搭載車では自動的に車から送信）されるほか、「H2V Manager」では家庭の充電状況や電力使用量を1分ごとに送信 、また「G-Station」でも利用状況が送信されている。これらのデータは、アプリ内に表示される情報や、定期点検時に発行されるレポート（「バッテリーいたわりチェック」）を通じて、ユーザー自らの電力・充電・運転の管理に活用されるだけでなく、搭載されたリチウムイオン電池を再利用する際に参照したり、電力会社からの発電データや気象状況などと合わせ、将来のスマートグリッドの構築や、電力需要平準化へ役立てられるとしている。

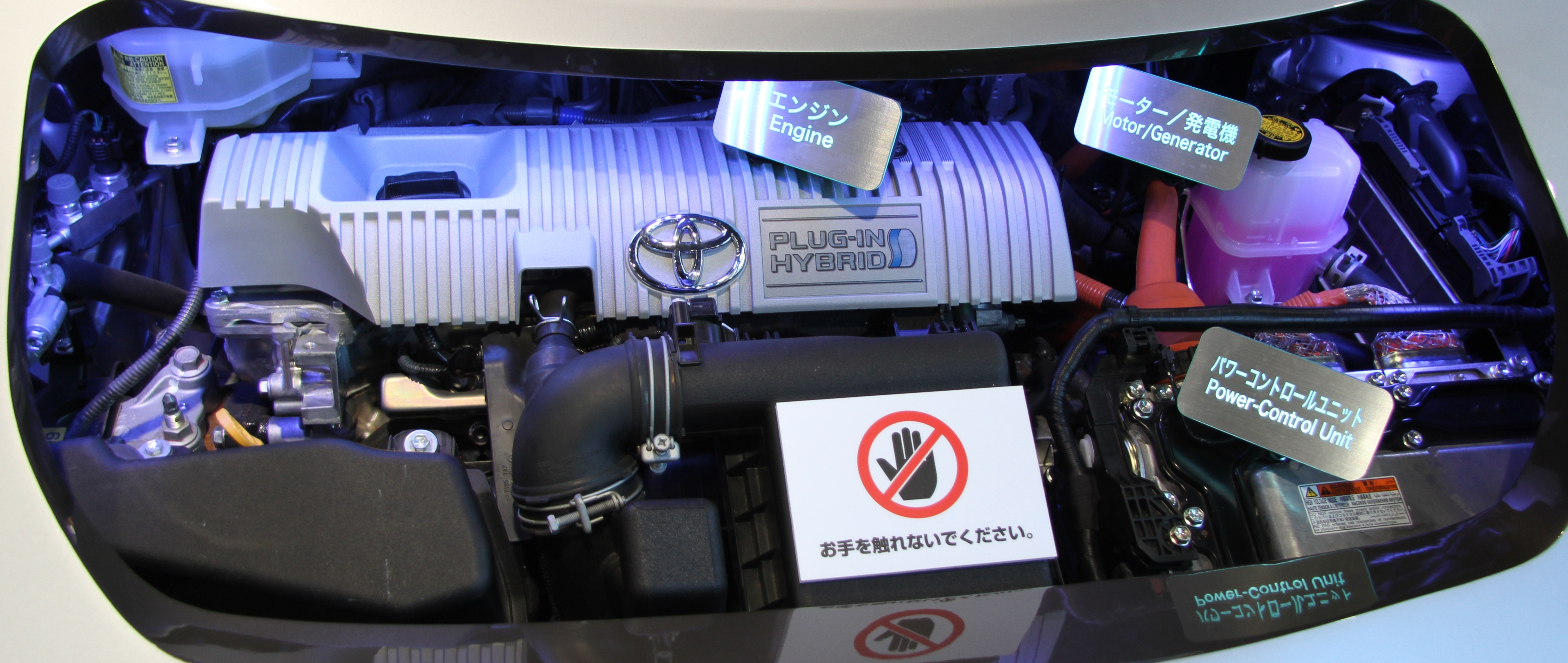
パワートレイン （PHV・カットモデル）
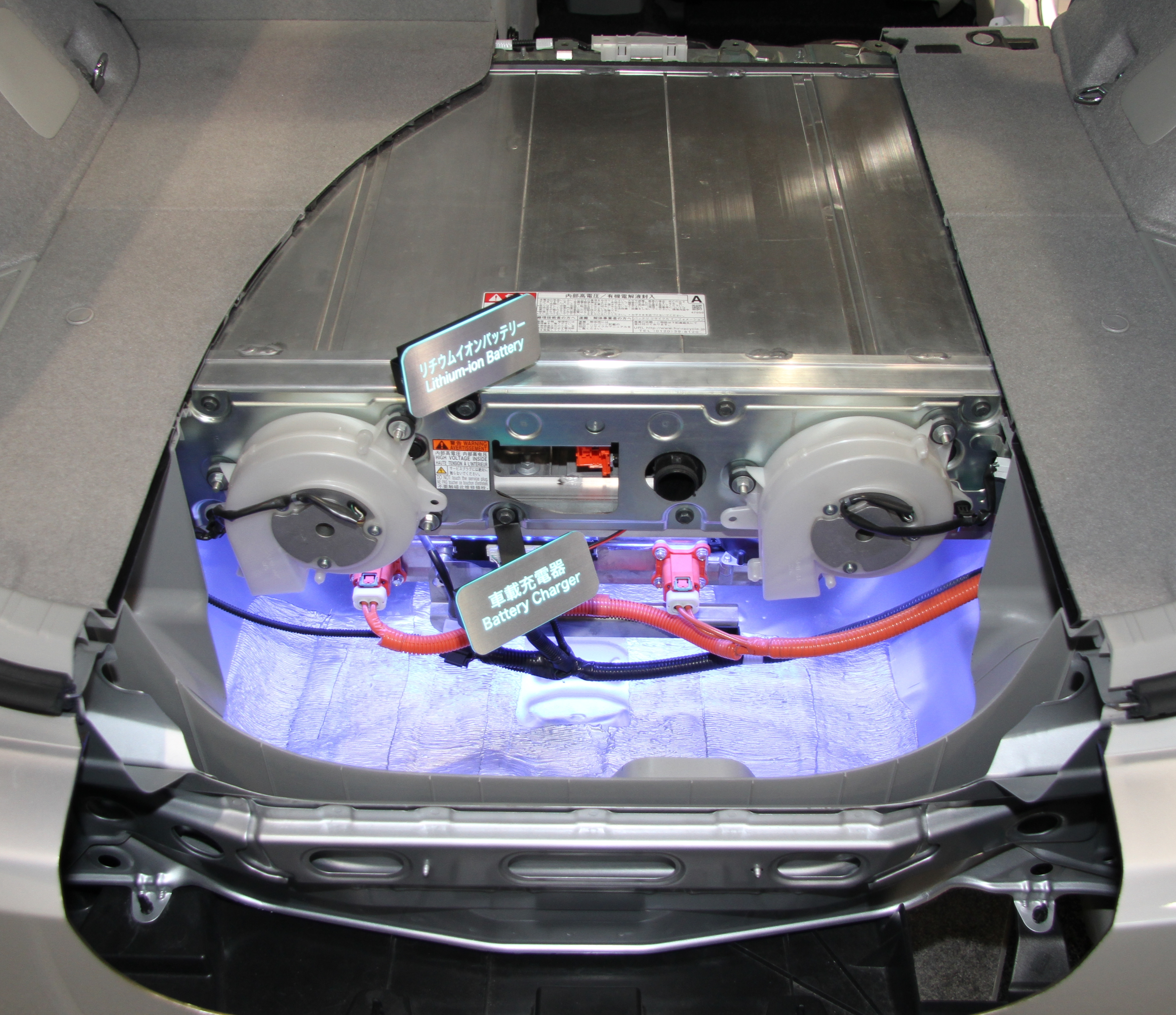
バッテリー・車載充電器 （PHV・カットモデル）
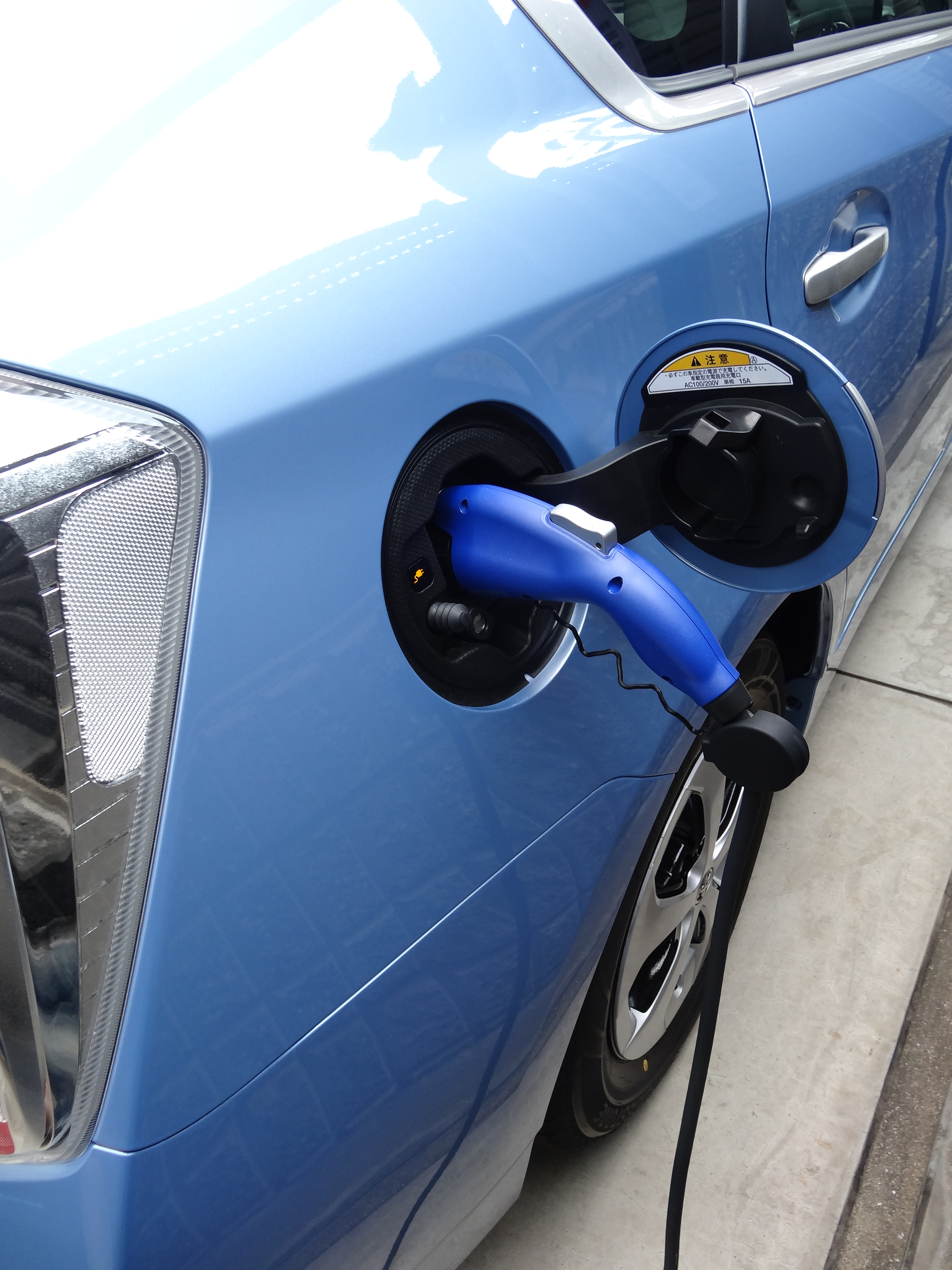
充電リッド

## デザイン
2代目から採用され、ハイブリッドカーならではのスタイルとして確立した「トライアングル・シルエット」を引き続き採用。3代目ではオーリスと同じ「トヨタ・新MCプラットフォーム」を採用したため、ボディサイズは2代目よりわずかながら大きくなり（全長+15 mm、全幅+20 mm、全高は同じく1,490 mm→2代目同様3ナンバー）後席居住性確保のためルーフの頂点を後ろにずらしたものの、空気抵抗の低減策（アンダーフロアカバーの配置見直しや、ボディのコーナー部分の鋭角化による無駄な空気の流れをコントロールする工夫など）を講じることでCd値（=空気抵抗係数）は0.25と、2代目の値、0.26よりも向上している。
インテリアでは、シャシーを共有するオーリスのようなバットレスタイプのセンターコンソールを設けたことで、歴代モデルのような左右のウォークスルーが不可能になったものの、シフトレバーはセンターコンソールに移設され操作性の向上が図られた。 また、ハイブリッドシステムの作動状況を表示するEMV（エレクトロニック・マルチビジョン）を廃止し、新たに「エコ・ドライブモニター」として小型・独立化されてセンターメーター内に移設された。よって、歴代モデルとしては初めてメーカーオプション品以外のオーディオなどが装備できるようになった。
ムーンルーフが歴代モデルとしては初めて設定され、さらにその後部に太陽電池（ソーラーパネル）を搭載して発電した電力で駐車中の車内の換気を行う「ソーラーベンチレーションシステム」が「S」と「G」にオプション設定された。このソーラーパネルは京セラがトヨタ自動車と共同開発した（自動車特有の振動対策などを行なっている）世界初の自動車用ソーラーパネルで、京セラが自社の太陽光発電のテレビCMでも宣伝している。　また、同システム搭載車は重量対策のために足回りが「ツーリングセレクション」用のチューンドサスペンションに変更される。
2011年12月のマイナーチェンジでは、エクステリアはフロントバンパーとリアコンビランプ、フロントグリルの形状、15インチホイールのカバー、アルミホイールの色が意匠変更され、「S」と「G」グレードの標準仕様車はヘッドランプがハロゲン式からディスチャージ式ヘ、クリアランスランプは「L」グレードを除いて全車LED式へと変更された（「L」は引き続きハロゲン式を採用する）。インテリアは、センターパネル部の加飾部分をブラックからシルバーメタリックに変更され、シフトノブ周り、ドアトリムオーナメント、ステアリングスイッチベースに高輝度シルバー塗装を施して質感を向上させ、コンソールボックスのカップホルダーをオープン収納式に変更した。また、エコドライブモニターのグラフィック改良（4段階→16段階）を行って視認性を向上させ、「G」グレード以上には「JBLプレミアムサウンドシステム」と「スーパーUVカットガラス」などの装備を新設定した。
PHVではフロントアッパーグリル部にメッキガーニッシュが装着され、ヘッドランプはブルースモークのエクステンションが装着される専用品に、テールランプとストップランプもクリア化された専用品となり、さらにアンダーグリル上部、ドアハンドル、バックドアガーニッシュにシルバー塗装を施すことで標準車との差別化が図られている。

## ラインアップ
ここでは主要な市場についてのみ記すが、グレード呼称と構成は各市場で全く異なる。

### 日本仕様

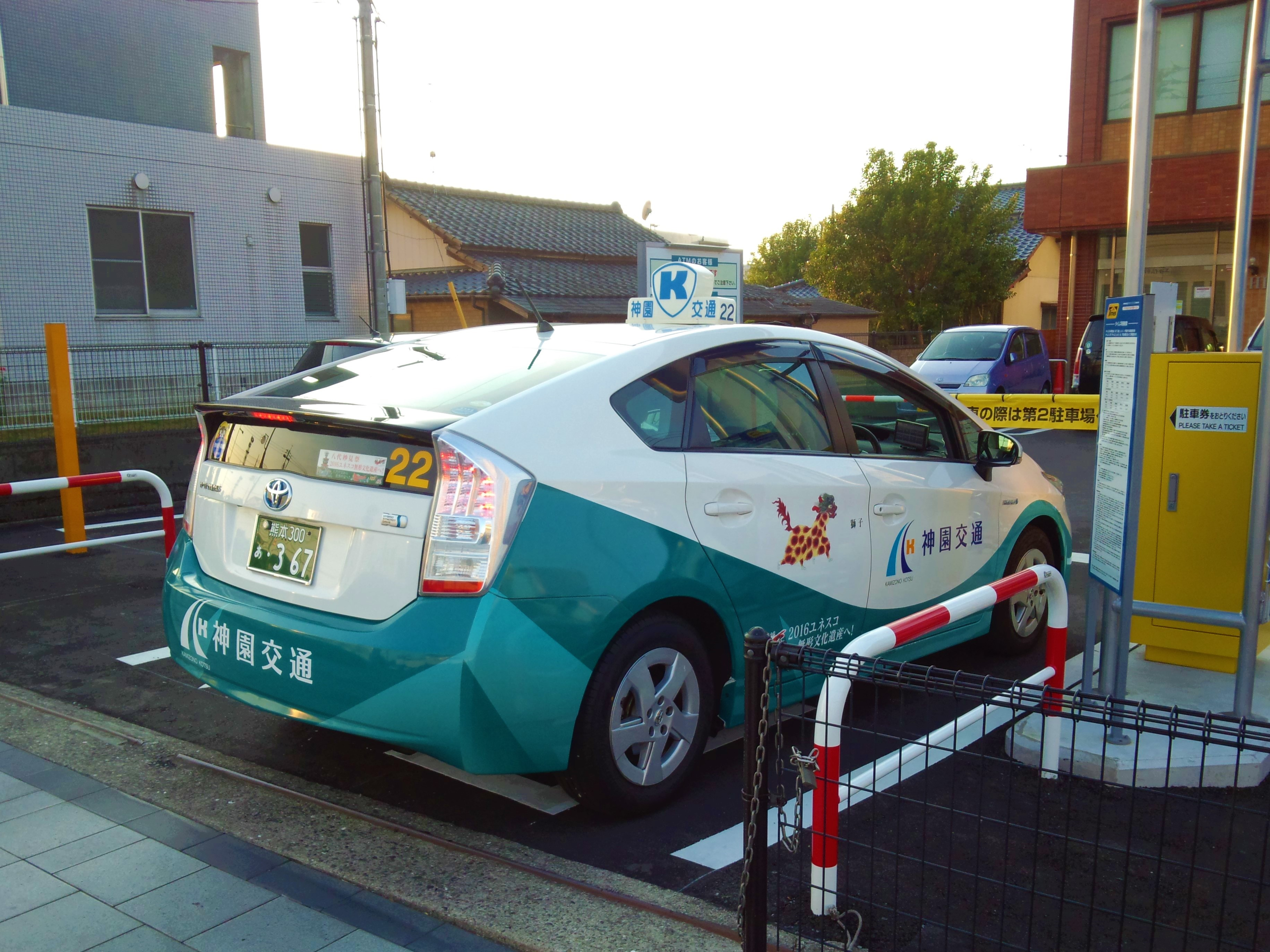
タクシーとして使われる車両（神園交通）

「プリウス」は基本仕様の「S」と上級仕様の「G」に加えて「L」を追加した3グレード体制となり、「S」と「G」には走行性能を高めた「ツーリングセレクション」も設定される。
市販仕様の「プリウスPHV」も同様に3グレード（「L」は2012年11月に追加）体制で、「G」に最上級仕様の「レザーパッケージ」が設定される。装備内容は基本的に標準車と共通となる。なお、全グレードとも「ツーリングセレクション」とメーカーオプションの「ソーラーベンチレーションシステム&ムーンルーフ」は非設定となる。市販仕様に先立って登場したリース仕様車は標準車の「S」グレードをベースとしており、タイヤは「L」グレードに採用されている超低燃費仕様のグッドイヤー・GT3を採用、またセンター+リアのフロアアンダーカバーとリアバンパースポイラー、そして欧州仕様車に装備される雨滴感知式オートワイパーを標準装備している。
L
ハロゲン式ヘッドランプ、リモコンキー、CDオーディオ（4スピーカー仕様・後期型）など、主要な装備以外にも先代型と同じ低燃費タイヤとLグレード専用サスペンション、「ツーリングセレクション」にも装備されるフロアアンダーカバー（センター&リア）に、他グレードには装備されないリアホイールハウスライニングや軽量化リアトランクボックスが標準である一方、運転席シートリフターとリアワイパーと若干の吸音材を省いて軽量化されている。なお本グレードのみCd値が0.25となり10・15モード燃費は38km/L、JC08モード燃費は32.6km/Lとなる。(その他グレードは10・15モード燃費35.5km/L、JC08モード燃費30.4km/L)
S
最量販グレードとなる基本仕様。ヘッドランプが「L」のハロゲン式からディスチャージヘッドランプへと変更され、スマートエントリー（運転席のみ）、カップホルダー付き大型コンソールボックス、リヤセンターアームレスト、CDオーディオ（6スピーカー仕様）、運転席上下シートリフター、ソフトプライバシーガラス、リアワイパーなどの装備を追加。ただし、フロアアンダーカバー（センター&リヤ）、リアバンパースポイラーはメーカーオプションとなる。タイヤは「L」と同じ15インチの65扁平だが、1サイズ幅広となる195サイズへと変更されている。
G
「S」をベースとした上級仕様で、ステアリングが本革巻きとなりシート表皮を上級ファブリック仕様に変更。クルーズコントロールを標準搭載するなど「S」よりも快適・安全装備の上級化が図られているが、「S」同様にフロアアンダーカバー（センター&リヤ）とリアバンパースポイラーはメーカーオプションとなる。なお、2011年のマイナーチェンジでは電動パワーシートや雨滴感知式オートワイパーなどが追加装備され、更なる装備の上級化が図られた。
ツーリングセレクション
「S」と「G」の走行性能に係る部分のチューニングに主眼に置いたオプションパッケージで、エクステリアはトヨタブランド車初採用のLEDヘッドランプを装備し標準仕様と差別化。車体底部にはフロアアンダーカバー（センター&リヤ）に加え、リアバンパースポイラーを標準装備し空力チューニングが施された。215/45R17サイズの低偏平タイヤに専用意匠の17インチアルミホイールを装着し、乗り心地を改善する入力分離式のアッパーサポートが組み込まれる専用チューニングのサスペンションを搭載している。なお低燃費タイヤではないため、他グレードと比べて燃費はやや劣る。　また、パワーステアリングにブラシレスモーターを用いて動作をクイック化させている。
なお「G ツーリングセレクション」には上述の装備に加え、本革シートとプリクラッシュセーフティシステム+レーダークルーズコントロール、HDDナビゲーションシステム（6スピーカー仕様）、インテリジェントパーキングアシストシステムが追加された最上級仕様の「G ツーリングセレクション・レザーパッケージ」が設定される。PHVの「G」に設定されるレザーパッケージについてはこのグレードと走行関係以外の装備は共通となっており、PHVでは唯一LEDヘッドランプを搭載する。なお、PHV「G レザーパッケージ」のみプラグインハイブリッド燃費が57.2km/Lとなる。

#### 特別仕様車
前期型特別仕様車「LEDエディション」
2010年7月にトヨタのハイブリッド車の日本国内累計販売台数が100万台を達成したことを受け、2010年11月にSAIと共に発売された特別仕様車。プリウスの「S」と「G」をベースに、ハロゲン式ヘッドランプから「ツーリングセレクション」専用装備のLEDヘッドランプに換装し、「S LEDエディション」ではアクアとミストグレーのツートーンスエード調ファブリックシート表皮とファブリック巻き大型コンソールボックス（ともにダブルステッチ付）、本革巻きステアリングホイールを装備する。一方「G LEDエディション」は、ブラックとバイオレットのツートーン本革シート表皮（バイオレットのダブルステッチ付き、運転席・助手席ヒーターを装備）とバイオレットステッチ付の本革巻きステアリングホイール、ブラックソフトレザーのドアトリムオーナメントとドアアームレスト表皮、専用ゴールド加飾などを施している。
翌2011年8月には内外装色の追加も行われた。
後期型特別仕様車「MY COORDE（マイコーデ）」
2012年11月に発売されたプリウスの特別仕様車。「S」および「S ツーリングセレクション」をベースとしており、シートカラー・インテリア加飾・ボディカラー・エクステリア加飾が選択可能となり、クローム調ホイールやサイドガーニッシュ、フロントドアスーパーUVカットガラスが装備される。パターンは全216通り。
2014年8月の一部改良では、シートカラーとインテリア加飾の組み合わせにブラック×シャンパンゴールドを、エクステリア加飾にスパークリングゴールド（オプション）をそれぞれ追加した。

#### GR SPORTS (G's)
トヨタ内製のカスタマイズモデルシリーズ「GR SPORTS (G's) 」の新モデルとして、マイナーチェンジが行われた2011年12月に発売された。車両の架装はトヨタ車体が担当する。ベースは「S ツーリングセレクション」であり、サイドシル部にスポット溶接増し（ベース車比+16点）を行い、さらに車体前後の底部に補強ブレースを装着してボディ剛性を高め、G's専用のKYB製強化サスペンションにより車高が15mm下げられ、G'sブランド共通デザインの専用18インチアルミホイール、それに215/40R18サイズのスポーツタイヤ（ダンロップ・DIREZZA DZ101）を装備し、操縦安定性とコーナーリング性能を向上させている。動力性能は標準モデルと全く同じ。
外観はG's専用デザインの前後バンパーにフロントLEDイルミネーションビーム、専用大径マフラーカッターを装備。ヘッドランプとリヤコンビネーションランプのエクステンション部にブラック塗装を施し、内装はG'sブランド共通の専用シート表皮とレッドステッチ入りの本革巻きステアリングが装備され、専用加色のシフトノブや、フロントにサイドサポートを強化し上質な座り心地を持つ専用スポーツシート、さらにインパネとパワーウインドウスイッチベースにカーボン調の加飾が施され、アルミ製のペダルも採用されるなど、スポーティなイメージでドレスアップが施されている。
「S ツーリングセレクション」がベースであるものの、メーカーオプションのHDDナビゲーションシステムは選択不可（他のG's仕様車と同様）であり、またLEDヘッドランプは標準仕様車と同じディスチャージ式へと換装されるなど、一部の装備が異なっている。また、他のG's仕様車には採用されている床下の空力パーツや専用ブレーキパッドは採用されていない。

### 北米仕様

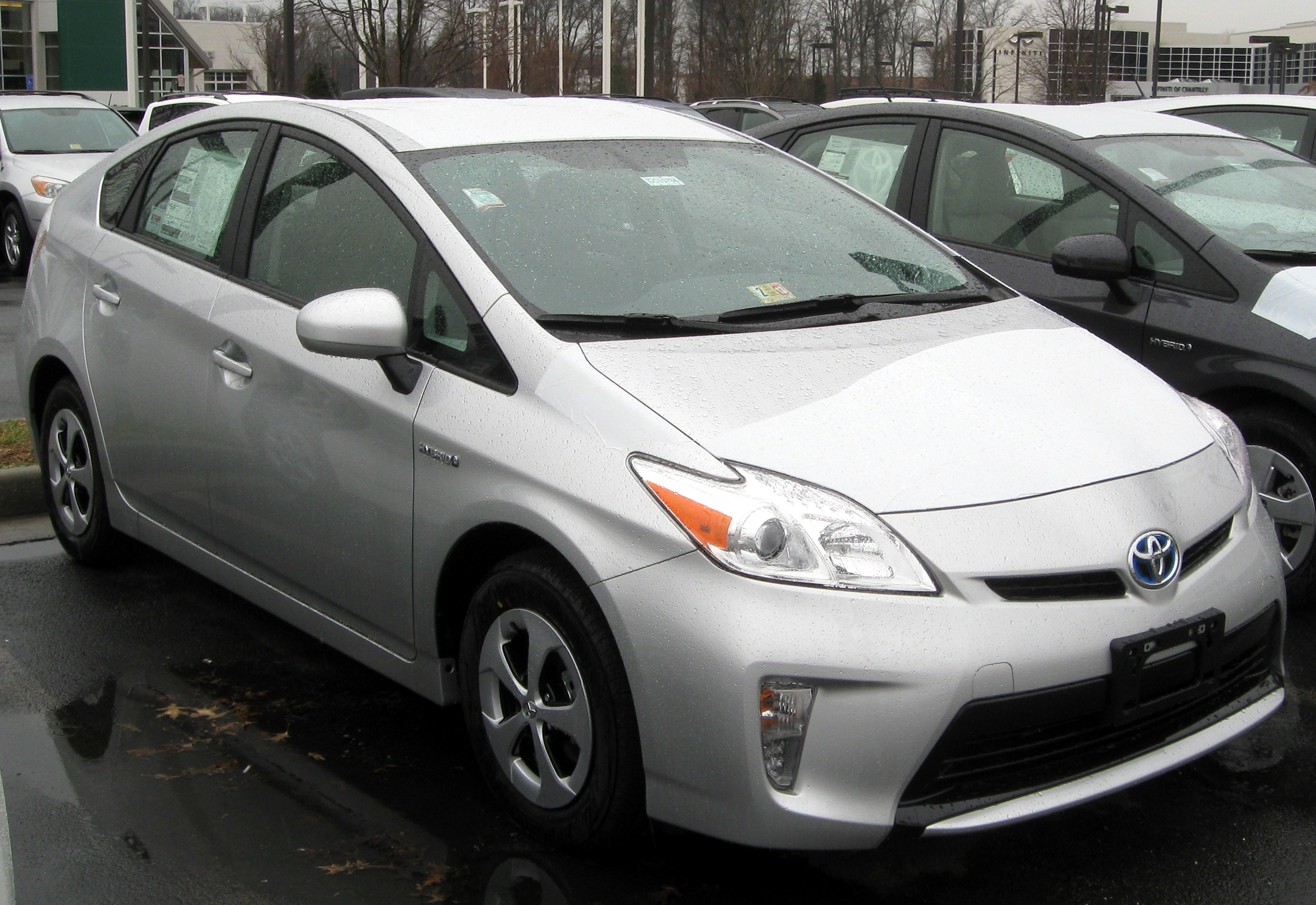
北米仕様車（後期型）

アメリカ、カナダの2カ国で販売。「II」から「V」まで4種類のグレードを用意する。うち最上級の「V」は日本の「Gツーリングセレクション」に相当し、LEDヘッドライトと17インチアルミホイール+タイヤを装備するが、日本仕様同様にムーンルーフ+ソーラーベンチレーションシステムの同時装着は不可であるものの、「V」の下に位置する「IV」は日本の標準仕様「G」グレードに相当するため、ムーンルーフ+ソーラーベンチレーションシステムが搭載できる。北米仕様の15インチホイールに組み合わされるタイヤは、横浜ゴムの「AVID」となっている。また、2代目にも設定されていたJBL製のハイグレードオーディオが設定されている。また、北米仕様の車両は、すべてヘッドランプの横に反射板がついている。

### 欧州仕様
欧州全域（EU加盟国）で販売。「T3」（日本仕様の「S」に相当）、「T4」（同「Sツーリングセレクション」）、「T-SPRIT」（同「Gツーリングセレクション」）の3タイプで、「T-SPRIT」にのみLEDヘッドライト+レザーシート+ムーンルーフ&ソーラーベンチレーションシステムの3つをメーカーオプションで同時搭載できるものの、ムーンルーフ+ソーラーベンチレーションシステムを搭載した場合のみ、車両総重量が大幅に増加するため17インチホイールは強制的に15インチサイズへと変更される。さらに北米仕様と同様にJBL製のハイグレードオーディオ（左ハンドル圏のみ）が設定され、LEDヘッドライトとセットで雨滴感知式オートワイパー+ECルームミラーもオプション設定される。なお、欧州仕様車は全車に寒冷地仕様が標準となる。

### オセアニア仕様
「PRIUS」（Gグレード相当）、「i-TECH」（Gツーリングセレクション・レザーパッケージに相当）の2タイプとなり、英連邦の右ハンドル圏となるオーストラリアとニュージーランドの2カ国のみで販売。最上級の「i-TECH」には、欧州仕様ではオプション扱いとなるムーンルーフ&ソーラーベンチレーションシステム+LEDヘッドランプ+雨滴感知式オートワイパー+ECルームミラー+8スピーカー仕様ハイグレードHDDナビ+ヘッドアップディスプレイが標準装備される（しかし、17インチアルミホイールは標準装備されないが、ニュージーランド仕様ではオプションで「i-TECH」にも17インチタイヤ＋アルミホイールが装備可能となっている）。

## 販売実績
2009年5月18日、日本にて発表され販売開始。車両本体価格の引き下げ（2代目モデル比）や2009年4月に施行された事実上の「ハイブリッド車優遇」ともとれる「エコカー減税政策」、さらに量産車では史上初のトヨタ4系列全店舗扱いの恩恵もあり、発売開始から6月17日までの1か月間の受注台数は月販目標（1万台）の18倍（1年6か月分）にあたる約18万台を受注。また納車は最大で約10か月以上待ちと自動車史上まれに見る「スマッシュヒット」となった（なお、2012年1月時点で約1か月間の納車待ちとなり、納車までに1年近くを要した販売開始当初時に比べれば生産が落ちついている）。
また、2009年6月の新車販売台数ランキングで軽自動車を含めた総合でスズキ・ワゴンR（1万6,185台）を上回る2万2,292台を販売し、発売開始以来初めて首位を獲得した（ハイブリッド車での月間総合販売台数首位も史上初）。その後も2010年12月までの19か月連続で首位を獲得。フルモデルチェンジから1年以上経過後も安定した人気を誇った。さらに、2010年の年間販売台数が31万5,669台となり、1990年に記録したカローラの30万8台を20年ぶりに更新し、車名別による年間販売台数の歴代首位となった。なお、2011年1月度はエコカー補助金の打ち切りなどが響き、ハイブリッドモデルが設定されたホンダ・フィットや軽自動車のダイハツ・ムーヴに抜かれ3位に後退した。販売攻勢を強めたことで同年2月度は首位に返り咲いた。東日本大震災の発生による生産量減少の影響で同年3月からの3か月間は首位から遠のいていたが、生産量回復により同年6月から首位に再び帰り咲き、2012年9月までの15か月連続で首位を獲得していたが、同年10月度は同社が生産・販売する2BOXのコンパクトハイブリッドカーアクアや軽自動車のホンダ・N-BOXに抜かれ、3位に後退した。
2009年7月24日には「7月23日以降に受注した分は2010年4月以降の工場出荷になり、2010年3月末までの新車登録が期限となる「エコカー補助金」には間に合わない」との旨を、メーカーであるトヨタ自動車側から発表されるなど異例ともいえる緊急事態となった。
2012年4月5日に日本自動車販売協会連合会が2011年の車名別販売台数が発表されプリウスが3年連続首位を記録した。

## 年表
- 2009年1月 - 北米国際オートショー（デトロイト・モーターショー）にてワールドプレミア
- 2009年5月18日 - 日本にて正式発表・販売開始
- 2009年10月21日 - 日本カー・オブ・ザ・イヤー2009-2010受賞
- 2009年11月2日 - 日経トレンディ『2009年ヒット商品ベスト30』1位選出
- 2009年11月6日 - 2009年度グッドデザイン金賞を受賞
- 2009年12月14日 - 「プラグインハイブリッド（PHV）」の市場導入を発表[22]
- 2010年11月1日 - 「LEDエディション」発売
- 2010年11月29日 - タイ ゲートウェイ工場にて生産開始
- 2011年5月13日 - プリウスのステーションワゴン及びミニバン派生モデル「プリウスα」が発売
- 2011年8月1日 - 特別仕様車「LEDエディション」一部改良
- 2011年12月19日 - マイナーチェンジ、プリウスPHV受注開始、中国 長春工場にて生産開始
- 2011年12月26日 - 「S ツーリングセレクション・G's」発売
- 2012年1月30日 - 「プリウスPHV」発売
- 2012年10月22日 - プリウスを一部改良、特別仕様車「S "マイコーデ"」・「S "ツーリングセレクション・マイコーデ"」発売。
- 2012年11月1日 - プリウスPHVを一部改良。同時に、ビジネスユースの「L」を追加。
- 2013年9月30日 - プリウスPHVを一部改良。
- 2014年8月1日 - 特別仕様車「S "マイコーデ"」・「S "ツーリングセレクション・マイコーデ"」及びプリウスPHVを一部改良[23]。
- 2015年6月29日 - プリウスPHVを一部改良[24]。
- 2015年11月[25] - オーダーストップに伴い生産終了。在庫対応分のみの販売となる。
- 2015年12月9日 - 日本にて4代目プリウスが発売されたことに伴い、3代目プリウスの販売を終了。
- 2016年4月[26] - PHVの生産を終了。
- 2016年5月[27] - PHVの販売を終了。
- 2018年12月5日 - （参考）ディーラーで装着する純正部品として「踏み間違い加速抑制システム（超音波センサーと表示機のセット）」を発売し、3代目プリウス向けに設定された[28]。

## 受賞
- 日本カー・オブ・ザ・イヤー2009-2010 - 初代モデル以来となる受賞
- 日経トレンディ 『2009年ヒット商品ベスト30』 1位 - ホンダ・インサイトと同時選出[29]
- 2009年度グッドデザイン賞金賞
- 第61回自動車技術会賞
- 技術開発賞（2011年） - プラグインハイブリッドシステム